# Bullaresjöarna
Bullaresjöarna er to lange smalle søer i Bohuslän i Västra Götalands län: Norra og Södra Bullaresjön. Den nordlige sø ligger helt i Tanums kommun mens den sydlige for en en del også ligger i Munkedals kommun. De ligger i en sprækkedal som strækker sig fra Iddefjorden i nord til Gullmarsfjorden i syd. Länsväg 165 går parallelt med søerne på den vestlige side.
Grænsen mellem søerne går ved de sammenvoksede landsbyer Backa og Smeberg hvor et cirka to kilometer langt vandløb knytter dem sammen. Vandløbet krydses af länsväg 164. Södra Bullaresjön bliver helt smal mellem Tingvall og Sundshult hvor et næs næsten deler den i to søer.
Søerne udgør sammenlagt et areal på 17 km² og den største dybde er 39 meter. De afvandes mod nord gennem Enningdalsälven (Enningdalselva) til Iddefjorden i Norge.
I søerne findes blandt andet aborre, gedde, skalle, brasen, ål, ørred og laks.

## Eksterne klilder og henvisninger
1. 1 2 3  Sjöareal och sjöhöjd SMHI, læst 4 august 2011
2. 1 2 3 4  Bullarens Fiskevårdsområde  SMHI, læst 4 august 2011

- Gamle postkort fra Bullaren